# Jordynne Grace
Patricia Forrest Parker (Austin, Texas, 3 de marzo de 1996), conocida como Jordynne Grace, es una luchadora profesional estadounidense. Actualmente trabaja para la empresa WWE, donde se presenta en la marca NXT. También es conocida por haber laborado para empresas y promociones como Total Nonstop Action Wrestling, Beyond Wrestling, Progress Wrestling, Pro-Wrestling: EVE y Shine Wrestling. 
Entre sus logros, destaca tres reinados como Campeona Mundial Knockouts de Impact, uno y la inaugural Campeona de los Medios Digitales de TNA, y uno como Campeona Knockouts en Parejas de Impact (con Rachael Ellering).

## Carrera

### Circuito independiente (2012-2018)
El 28 de octubre de 2018, Grace desafió sin éxito a Jazz por el Campeonato Mundial Femenil de la NWA sobre la Revolución de Lucha de las Mujeres (WWR), como evento principal en el evento WWR vs. WWR vs. The World.
El 1 de septiembre de 2018, Grace participó en una batalla de 19 personas por encima del presupuesto para determinar la contendiente número uno del Campeonato Mundial de ROH en All In, siendo la única mujer en la lucha. Grace pudo eliminar a Brian Cage; sin embargo, Grace al final del combate fue eliminada por Bully Ray.

### Impact Wrestling / Total Nonstop Action Wrestling (2018-2025)

#### Rivalidades iniciales (2018-2020)
El 16 de octubre de 2018, se informó que Grace había firmado un contrato de dos años con Impact Wrestling. Grace hizo su debut en el episodio de Impact! del 8 de noviembre, ya que derrotó a Katarina. El 3 de enero de 2019 en el episodio de Impact!, Grace rescató a Kiera Hogan cuando fue atacada por Dark Allie y Su Yung. Eso llevó a una lucha por equipo en Homecoming Con el regreso de Rosemary a Impact, Grace se asoció con ella y Hogan para derrotar a Allie, Su Yung y The Undead Maid of Honor en la "Guerra Oscura". El 15 de marzo en Impact!, Grace derrotó a Tessa Blanchard para convertirse en la contendiente número 1 por el Campeonato de Knockouts de Impact de Taya Valkyrie. 
Mientras Grace luchaba contra Valkyrie por el título femenino en el episodio especial de Impact Against All Odds, que se emitió el 29 de marzo, Grace derrotó a Valkyrie por cuenta atrás, sin embargo, Valkyrie sigue siendo la campeona. Grace recibió otra oportunidad para convertirse en la contendiente número 1 del campeonato de Valkyrie, y lo logró al derrotar a Madison Rayne. En Hard To Kill, se enfrentó a Taya Valkyrie y a ODB en una Triple Threat Match por el Campeonato Knockouts de Impact, sin embargo perdió. En el Impact! emitido el 28 de enero, derrotó a Kiera Hogan y a Madison Rayne en una Triple Threat Match ganando una oportunidad al Campeonato Knockouts de Impact de Taya Valkyrie, la siguiente semana en Impact!, derrotó a Taya Valkyrie y ganó el Campeonato Knockouts de Impact por 1.ª vez. 

#### Reinados como campeona (2020-2022)
En Sacrifice, derrotó a Havok y retuvo el Campeonato Knockouts de Impact.
En el Impact! del 6 de octubre, aceptó el reto abierto por el Campeonato de la División X de Impact! de Rohit Raju, derrotandoló debido a la distracción de Willie Mack, sin embargo después del combate Raju dijo que no era por el Campeonato de la División X de Impact!, pero más tarde en backstage, se anunció que se enfrentaría a Rohit Raju, Chris Bey, TJP, Trey y a Willie Mack en un Six-Way Scramble Match por el Campeonato de la División X de Impact! en Bound For Glory. En Bound For Glory, se enfrentó a Rohit Raju, Chris Bey, TJP, Trey y a Willie Mack en un Six-Way Scramble Match por el Campeonato de la División X de Impact!, sin embargo perdió.

#### Campeona triple corona y apariciones en WWE (2022-2025)
En Hard To Kill, se enfrentó a  Lady Frost, Alisha (quien estaba reemplazando a Rachael Ellering), Tasha Steelz, Chelsea Green y a Rosemary en la primera Knockouts Ultimate X Match por una oportunidad por el Campeonato de Knockouts de Impact, sin embargo perdió.
El 27 de enero de 2024, Grace hizo su aparición sorpresiva como la nro. 5 en el Royal Rumble femenino y se reencontró con su ex rival Naomi (conocida como Trinity en TNA), quien hizo su regreso en el combate. Grace fue eliminada por Bianca Belair.
En el episodio del 28 de mayo de NXT, Grace hizo su segunda aparición siendo revelada como la retadora de Roxanne Pérez por el  Campeonato Femenino de NXT en Battleground. Y la siguiente semana en NXT, tuvo su primera lucha individual, derrotando a Stevie Turner. En NXT Battleground, se enfrentó a Roxanne Perez por el Campeonato Femenino de NXT, sin el Campeonato Mundial Knockouts de TNA en juego pero durante el combate Tatum Paxley la distrajo llevándose su título de TNA, a lo que Ash By Elegance también interfirió, por lo que Grace salió del ring para golpearlas, sin embargo eso la distrajo y perdió la lucha. En TNA Against All Odds, su reto abierto fue respondido por Tatum Paxley a quien logró derrotar para retener su Campeonato Mundial Knockouts de TNA pero después del combate fue atacada por Ash By Elegance.
El 19 de enero de 2025, hizo su última aparición como miembro de TNA y trabajó en su último combate para la empresa, siendo derrotada por Tessa Blanchard en Genesis. Tras el encuentro, PWInsider confirmó su salida de la compañía.

### WWE (2025–presente)
El 27 de enero de 2025, se reportó que Grace había firmado un contrato con WWE. El 1 de febrero en Royal Rumble, ingresó a la contienda femenina con la entrada diecinueve, en la que eliminó a Jaida Parker antes de ser sacada por Giulia. El 15 de febrero en Vengeance Day, Grace apareció luego de la lucha del evento principal, presentándose ante la Campeona Femenina de NXT, Giulia, y la Campeona Norteamericana Femenina de NXT, Stephanie Vaquer, para oficializar su llegada a la marca NXT.

## Vida personal
El 21 de diciembre de 2018, Grace anunció su compromiso con el también luchador, Jonathan Gresham. Ambos se casaron en septiembre de 2020.

## Campeonatos y logros
- Battle Club Pro
  - BCP ICONS Championship (1 vez)[17]

- Black Label Pro

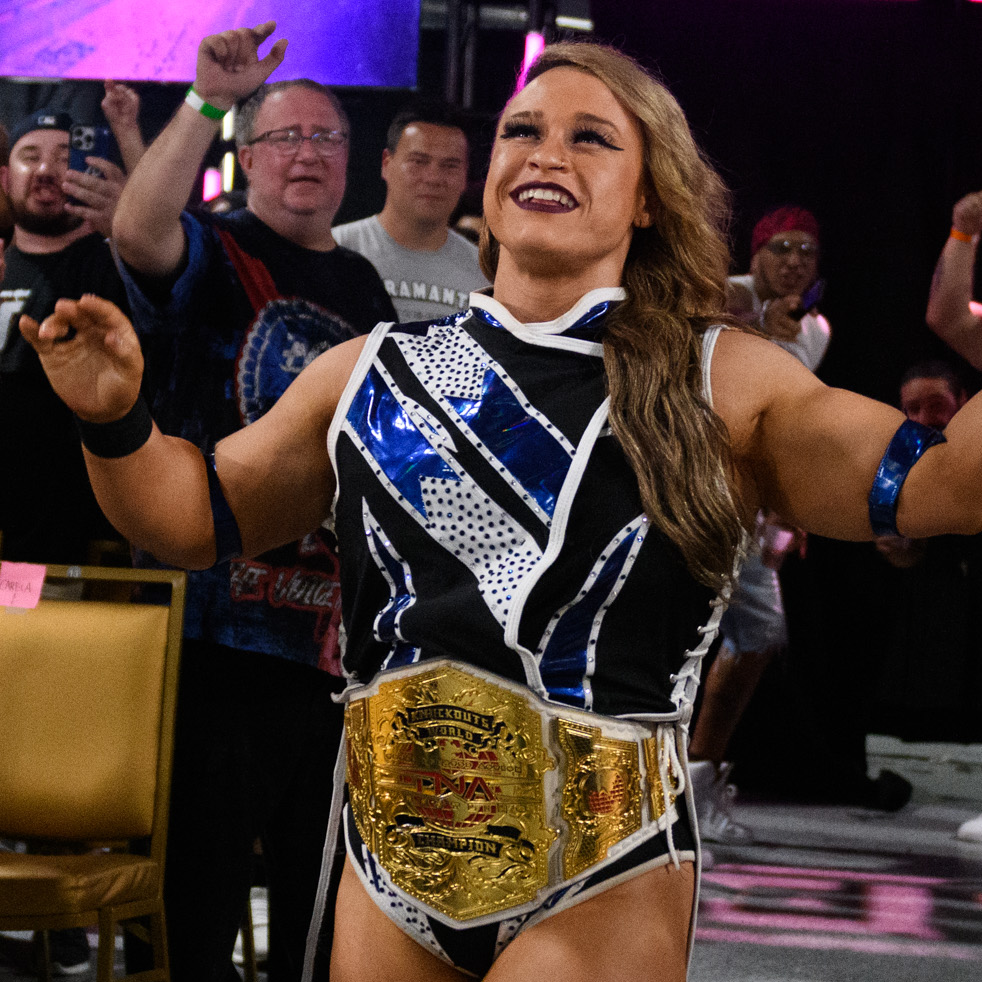
Grace con el cinturón del TNA Knockouts World Championship.

  - BLP Heavyweight Championship (1 vez)[18]

- Impact Wrestling/Total Nonstop Action Wrestling
  - Impact Digital Media Championship (1 vez e inaugural)
  - Impact/TNA Knockouts World Championship (3 veces)
  - Impact Knockouts Tag Team Championship (1 vez) - con Rachael Ellering
  - Triple Crown Championship Femenina (primera)

- Lancaster Championship Wrestling
  - LCW Vixen Championship (1 vez)[19]

- Lucha Libre AAA Worldwide
  - Lucha Libre World Cup (2023) - con Deonna Purrazzo & Kamille

- NOVA Pro Wrestling
  - Women's Commonwealth Cup 2018[20]

- Progress Wrestling
  - Progress World Women's Championship (1 vez)[21]

- Pro Wrestling Magic
  - PWM Women's Championship (1 vez)[22]

- Women Superstars Uncensored
  - WSU Spirit Championship (1 vez)[23]

- Women's Wrestling Revolution
  - Tournament For Tomorrow (2017)[24]

- Zelo Pro Wrestling
  - Zelo Pro Women's Championship (1 vez)[25]

- Pro Wrestling Illustrated
  - Situada en el Nº48 en el PWI Female 100 en 2018.
  - Situada en el Nº26 en el PWI Female 100 en 2019.
  - Situada en el Nº12 en el PWI Female 100 en 2020.
  - Situada en el Nº6 en el PWI Female 150 en 2022.[26]